# Ulrike Eleonora van Zweden
Ulrike Eleonora (Stockholm, 23 januari 1688 — aldaar, 24 november 1741) was koningin van Zweden van 1718-1720. Zij was de tweede dochter en het jongste kind van koning Karel XI van Zweden en Ulrika Eleonora van Denemarken. In 1715 huwde ze met Frederik van Hessen-Kassel.
Vanaf 1713 nam Ulrike, vanwege buitenlands verblijf van Karel XII, deel aan de zittingen van de senaat. Ze was door Karel gerechtigd om alle besluiten van de senaat te ondertekenen en alle post te openen, ook die aan de koning persoonlijk gericht was. Haar positie was feitelijk gelijk aan die van een regentes.
Na de dood van haar broer Karel liet ze zich onmiddellijk op een openbare zitting van de Rijksdag te Uddevalla tot nieuwe koningin benoemen. Hiermee trachtte ze haar neef Karel Frederik van Sleeswijk-Holstein-Gottorp, de zoon van haar oudere zus Hedwig Sofia, voor troonopvolging uit te sluiten. De senaat was zo overrompeld dat ze zonder weerstand met de benoeming instemde.
De krijgsraad, het enige rechtsgeldige bestuur na de dood van de koning, verzette zich wel. Naar het oordeel van de krijgsraad berustte de troonopvolging niet op erfrecht, maar was deze afhankelijk van een verkiezing. Nadat Ulrike - hiertoe gedwongen na haar onrechtmatige handelwijze - hiermee instemde, werd ze op 23 januari 1719 alsnog tot koningin gekozen en op 17 maart in Uppsala gekroond. Aan haar troonopvolging was een regeringshervorming verbonden. Het machtscentrum kwam in handen van de Rijksdag.
Vanaf het begin wenste Ulrike met haar echtgenoot Frederik te regeren, maar de Rijksdag verzette zich hiertegen. Desondanks wist Frederik steeds meer politieke invloed te bemachtigen. Toen Ulrike problemen kreeg met enkele senaatsleden, maakte hij daarvan handig gebruik om het vertrouwen van de senatoren te winnen. Op 29 februari 1720 deed Ulrike afstand van de troon ten gunste van haar echtgenoot, die als Frederik I ging regeren, met de afspraak dat Ulrike opnieuw koningin zou worden als haar man eerder zou overlijden.
Na de troonswisseling bekommerde Ulrike zich om liefdadigheid. Alleen tijdens een verblijf in het buitenland (1731) en een ziekbed (1738) van Frederik nam ze regeringsverantwoordelijkheid op zich.
Ulrike was het laatste lid uit het geslacht Wittelsbach dat op de Zweedse troon zat. Haar huwelijk bleef kinderloos.

## Kwartierstaat
| Johan Casimir van Palts-Kleeburg (1589-1652) | Johan Casimir van Palts-Kleeburg (1589-1652) | Johan Casimir van Palts-Kleeburg (1589-1652) | Johan Casimir van Palts-Kleeburg (1589-1652) | Johan Casimir van Palts-Kleeburg (1589-1652) | Johan Casimir van Palts-Kleeburg (1589-1652) | Catharina Wasa (1584-1638)             | Catharina Wasa (1584-1638)             | Catharina Wasa (1584-1638)             | Catharina Wasa (1584-1638)             | Catharina Wasa (1584-1638)       | Catharina Wasa (1584-1638)       |                                  |                                  | Frederik III van Sleeswijk-Holstein-Gottorp (1597-1659) | Frederik III van Sleeswijk-Holstein-Gottorp (1597-1659) | Frederik III van Sleeswijk-Holstein-Gottorp (1597-1659)    | Frederik III van Sleeswijk-Holstein-Gottorp (1597-1659)    | Frederik III van Sleeswijk-Holstein-Gottorp (1597-1659)    | Frederik III van Sleeswijk-Holstein-Gottorp (1597-1659)    | Maria Elisabeth van Saksen (1610-1684)                     | Maria Elisabeth van Saksen (1610-1684)                     | Maria Elisabeth van Saksen (1610-1684) | Maria Elisabeth van Saksen (1610-1684) | Maria Elisabeth van Saksen (1610-1684) | Maria Elisabeth van Saksen (1610-1684) |                               |                               | Christiaan IV van Denemarken (1577-1648) | Christiaan IV van Denemarken (1577-1648) | Christiaan IV van Denemarken (1577-1648) | Christiaan IV van Denemarken (1577-1648) | Christiaan IV van Denemarken (1577-1648) | Christiaan IV van Denemarken (1577-1648) | Anna Catharina van Brandenburg (1575-1612) | Anna Catharina van Brandenburg (1575-1612) | Anna Catharina van Brandenburg (1575-1612) | Anna Catharina van Brandenburg (1575-1612) | Anna Catharina van Brandenburg (1575-1612) | Anna Catharina van Brandenburg (1575-1612) |                                            |                                            | George van Brunswijk-Calenberg (1582-1641) | George van Brunswijk-Calenberg (1582-1641) | George van Brunswijk-Calenberg (1582-1641)       | George van Brunswijk-Calenberg (1582-1641)       | George van Brunswijk-Calenberg (1582-1641)       | George van Brunswijk-Calenberg (1582-1641)       | Anna Eleonora van Hessen-Darmstadt (1601-1659)   | Anna Eleonora van Hessen-Darmstadt (1601-1659)   | Anna Eleonora van Hessen-Darmstadt (1601-1659) | Anna Eleonora van Hessen-Darmstadt (1601-1659) | Anna Eleonora van Hessen-Darmstadt (1601-1659) | Anna Eleonora van Hessen-Darmstadt (1601-1659) |  |  |  |  |  |  |  |  |  |  |  |  |  |  |  |  |  |  |  |  |  |  |  |  |  |  |  |  |  |  |  |  |  |  |  |  |  |  |  |  |  |  |  |  |  |  |  |  |
| Johan Casimir van Palts-Kleeburg (1589-1652) | Johan Casimir van Palts-Kleeburg (1589-1652) | Johan Casimir van Palts-Kleeburg (1589-1652) | Johan Casimir van Palts-Kleeburg (1589-1652) | Johan Casimir van Palts-Kleeburg (1589-1652) | Johan Casimir van Palts-Kleeburg (1589-1652) | Catharina Wasa (1584-1638)             | Catharina Wasa (1584-1638)             | Catharina Wasa (1584-1638)             | Catharina Wasa (1584-1638)             | Catharina Wasa (1584-1638)       | Catharina Wasa (1584-1638)       |                                  |                                  | Frederik III van Sleeswijk-Holstein-Gottorp (1597-1659) | Frederik III van Sleeswijk-Holstein-Gottorp (1597-1659) | Frederik III van Sleeswijk-Holstein-Gottorp (1597-1659)    | Frederik III van Sleeswijk-Holstein-Gottorp (1597-1659)    | Frederik III van Sleeswijk-Holstein-Gottorp (1597-1659)    | Frederik III van Sleeswijk-Holstein-Gottorp (1597-1659)    | Maria Elisabeth van Saksen (1610-1684)                     | Maria Elisabeth van Saksen (1610-1684)                     | Maria Elisabeth van Saksen (1610-1684) | Maria Elisabeth van Saksen (1610-1684) | Maria Elisabeth van Saksen (1610-1684) | Maria Elisabeth van Saksen (1610-1684) |                               |                               | Christiaan IV van Denemarken (1577-1648) | Christiaan IV van Denemarken (1577-1648) | Christiaan IV van Denemarken (1577-1648) | Christiaan IV van Denemarken (1577-1648) | Christiaan IV van Denemarken (1577-1648) | Christiaan IV van Denemarken (1577-1648) | Anna Catharina van Brandenburg (1575-1612) | Anna Catharina van Brandenburg (1575-1612) | Anna Catharina van Brandenburg (1575-1612) | Anna Catharina van Brandenburg (1575-1612) | Anna Catharina van Brandenburg (1575-1612) | Anna Catharina van Brandenburg (1575-1612) |                                            |                                            | George van Brunswijk-Calenberg (1582-1641) | George van Brunswijk-Calenberg (1582-1641) | George van Brunswijk-Calenberg (1582-1641)       | George van Brunswijk-Calenberg (1582-1641)       | George van Brunswijk-Calenberg (1582-1641)       | George van Brunswijk-Calenberg (1582-1641)       | Anna Eleonora van Hessen-Darmstadt (1601-1659)   | Anna Eleonora van Hessen-Darmstadt (1601-1659)   | Anna Eleonora van Hessen-Darmstadt (1601-1659) | Anna Eleonora van Hessen-Darmstadt (1601-1659) | Anna Eleonora van Hessen-Darmstadt (1601-1659) | Anna Eleonora van Hessen-Darmstadt (1601-1659) |  |  |  |  |  |  |  |  |  |  |  |  |  |  |  |  |  |  |  |  |  |  |  |  |  |  |  |  |  |  |  |  |  |  |  |  |  |  |  |  |  |  |  |  |  |  |  |  |
|                                              |                                              |                                              |                                              |                                              |                                              |                                        |                                        |                                        |                                        |                                  |                                  |                                  |                                  |                                                         |                                                         |                                                            |                                                            |                                                            |                                                            |                                                            |                                                            |                                        |                                        |                                        |                                        |                               |                               |                                          |                                          |                                          |                                          |                                          |                                          |                                            |                                            |                                            |                                            |                                            |                                            |                                            |                                            |                                            |                                            |                                                  |                                                  |                                                  |                                                  |                                                  |                                                  |                                                |                                                |                                                |                                                |  |  |  |  |  |  |  |  |  |  |  |  |  |  |  |  |  |  |  |  |  |  |  |  |  |  |  |  |  |  |  |  |  |  |  |  |  |  |  |  |  |  |  |  |  |  |  |  |
|                                              |                                              |                                              |                                              | Karel X Gustaaf van Zweden (1622-1660)       | Karel X Gustaaf van Zweden (1622-1660)       | Karel X Gustaaf van Zweden (1622-1660) | Karel X Gustaaf van Zweden (1622-1660) | Karel X Gustaaf van Zweden (1622-1660) | Karel X Gustaaf van Zweden (1622-1660) |                                  |                                  |                                  |                                  |                                                         |                                                         | Hedwig Eleonora van Sleeswijk-Holstein-Gottorp (1636-1715) | Hedwig Eleonora van Sleeswijk-Holstein-Gottorp (1636-1715) | Hedwig Eleonora van Sleeswijk-Holstein-Gottorp (1636-1715) | Hedwig Eleonora van Sleeswijk-Holstein-Gottorp (1636-1715) | Hedwig Eleonora van Sleeswijk-Holstein-Gottorp (1636-1715) | Hedwig Eleonora van Sleeswijk-Holstein-Gottorp (1636-1715) |                                        |                                        |                                        |                                        |                               |                               |                                          |                                          |                                          |                                          | Frederik III van Denemarken (1609-1670)  | Frederik III van Denemarken (1609-1670)  | Frederik III van Denemarken (1609-1670)    | Frederik III van Denemarken (1609-1670)    | Frederik III van Denemarken (1609-1670)    | Frederik III van Denemarken (1609-1670)    |                                            |                                            |                                            |                                            |                                            |                                            | Sophia Amalia van Brunswijk-Lüneburg (1628-1685) | Sophia Amalia van Brunswijk-Lüneburg (1628-1685) | Sophia Amalia van Brunswijk-Lüneburg (1628-1685) | Sophia Amalia van Brunswijk-Lüneburg (1628-1685) | Sophia Amalia van Brunswijk-Lüneburg (1628-1685) | Sophia Amalia van Brunswijk-Lüneburg (1628-1685) |                                                |                                                |                                                |                                                |  |  |  |  |  |  |  |  |  |  |  |  |  |  |  |  |  |  |  |  |  |  |  |  |  |  |  |  |  |  |  |  |  |  |  |  |  |  |  |  |  |  |  |  |  |  |  |  |
|                                              |                                              |                                              |                                              | Karel X Gustaaf van Zweden (1622-1660)       | Karel X Gustaaf van Zweden (1622-1660)       | Karel X Gustaaf van Zweden (1622-1660) | Karel X Gustaaf van Zweden (1622-1660) | Karel X Gustaaf van Zweden (1622-1660) | Karel X Gustaaf van Zweden (1622-1660) |                                  |                                  |                                  |                                  |                                                         |                                                         | Hedwig Eleonora van Sleeswijk-Holstein-Gottorp (1636-1715) | Hedwig Eleonora van Sleeswijk-Holstein-Gottorp (1636-1715) | Hedwig Eleonora van Sleeswijk-Holstein-Gottorp (1636-1715) | Hedwig Eleonora van Sleeswijk-Holstein-Gottorp (1636-1715) | Hedwig Eleonora van Sleeswijk-Holstein-Gottorp (1636-1715) | Hedwig Eleonora van Sleeswijk-Holstein-Gottorp (1636-1715) |                                        |                                        |                                        |                                        |                               |                               |                                          |                                          |                                          |                                          | Frederik III van Denemarken (1609-1670)  | Frederik III van Denemarken (1609-1670)  | Frederik III van Denemarken (1609-1670)    | Frederik III van Denemarken (1609-1670)    | Frederik III van Denemarken (1609-1670)    | Frederik III van Denemarken (1609-1670)    |                                            |                                            |                                            |                                            |                                            |                                            | Sophia Amalia van Brunswijk-Lüneburg (1628-1685) | Sophia Amalia van Brunswijk-Lüneburg (1628-1685) | Sophia Amalia van Brunswijk-Lüneburg (1628-1685) | Sophia Amalia van Brunswijk-Lüneburg (1628-1685) | Sophia Amalia van Brunswijk-Lüneburg (1628-1685) | Sophia Amalia van Brunswijk-Lüneburg (1628-1685) |                                                |                                                |                                                |                                                |  |  |  |  |  |  |  |  |  |  |  |  |  |  |  |  |  |  |  |  |  |  |  |  |  |  |  |  |  |  |  |  |  |  |  |  |  |  |  |  |  |  |  |  |  |  |  |  |
|                                              |                                              |                                              |                                              |                                              |                                              |                                        |                                        |                                        |                                        | Karel XI van Zweden (1655-1697)  | Karel XI van Zweden (1655-1697)  | Karel XI van Zweden (1655-1697)  | Karel XI van Zweden (1655-1697)  | Karel XI van Zweden (1655-1697)                         | Karel XI van Zweden (1655-1697)                         |                                                            |                                                            |                                                            |                                                            |                                                            |                                                            |                                        |                                        |                                        |                                        |                               |                               |                                          |                                          |                                          |                                          |                                          |                                          |                                            |                                            |                                            |                                            | Ulrika Eleonora van Denemarken (1656-1693) | Ulrika Eleonora van Denemarken (1656-1693) | Ulrika Eleonora van Denemarken (1656-1693) | Ulrika Eleonora van Denemarken (1656-1693) | Ulrika Eleonora van Denemarken (1656-1693) | Ulrika Eleonora van Denemarken (1656-1693) |                                                  |                                                  |                                                  |                                                  |                                                  |                                                  |                                                |                                                |                                                |                                                |  |  |  |  |  |  |  |  |  |  |  |  |  |  |  |  |  |  |  |  |  |  |  |  |  |  |  |  |  |  |  |  |  |  |  |  |  |  |  |  |  |  |  |  |  |  |  |  |
|                                              |                                              |                                              |                                              |                                              |                                              |                                        |                                        |                                        |                                        | Karel XI van Zweden (1655-1697)  | Karel XI van Zweden (1655-1697)  | Karel XI van Zweden (1655-1697)  | Karel XI van Zweden (1655-1697)  | Karel XI van Zweden (1655-1697)                         | Karel XI van Zweden (1655-1697)                         |                                                            |                                                            |                                                            |                                                            |                                                            |                                                            |                                        |                                        |                                        |                                        |                               |                               |                                          |                                          |                                          |                                          |                                          |                                          |                                            |                                            |                                            |                                            | Ulrika Eleonora van Denemarken (1656-1693) | Ulrika Eleonora van Denemarken (1656-1693) | Ulrika Eleonora van Denemarken (1656-1693) | Ulrika Eleonora van Denemarken (1656-1693) | Ulrika Eleonora van Denemarken (1656-1693) | Ulrika Eleonora van Denemarken (1656-1693) |                                                  |                                                  |                                                  |                                                  |                                                  |                                                  |                                                |                                                |                                                |                                                |  |  |  |  |  |  |  |  |  |  |  |  |  |  |  |  |  |  |  |  |  |  |  |  |  |  |  |  |  |  |  |  |  |  |  |  |  |  |  |  |  |  |  |  |  |  |  |  |
|                                              |                                              |                                              |                                              |                                              |                                              |                                        |                                        |                                        |                                        |                                  |                                  |                                  |                                  |                                                         |                                                         |                                                            |                                                            |                                                            |                                                            |                                                            |                                                            |                                        |                                        |                                        |                                        |                               |                               |                                          |                                          |                                          |                                          |                                          |                                          |                                            |                                            |                                            |                                            |                                            |                                            |                                            |                                            |                                            |                                            |                                                  |                                                  |                                                  |                                                  |                                                  |                                                  |                                                |                                                |                                                |                                                |  |  |  |  |  |  |  |  |  |  |  |  |  |  |  |  |  |  |  |  |  |  |  |  |  |  |  |  |  |  |  |  |  |  |  |  |  |  |  |  |  |  |  |  |  |  |  |  |
|                                              |                                              |                                              |                                              |                                              |                                              |                                        |                                        |                                        |                                        |                                  |                                  |                                  |                                  |                                                         |                                                         |                                                            |                                                            |                                                            |                                                            |                                                            |                                                            |                                        |                                        |                                        |                                        |                               |                               |                                          |                                          |                                          |                                          |                                          |                                          |                                            |                                            |                                            |                                            |                                            |                                            |                                            |                                            |                                            |                                            |                                                  |                                                  |                                                  |                                                  |                                                  |                                                  |                                                |                                                |                                                |                                                |  |  |  |  |  |  |  |  |  |  |  |  |  |  |  |  |  |  |  |  |  |  |  |  |  |  |  |  |  |  |  |  |  |  |  |  |  |  |  |  |  |  |  |  |  |  |  |  |
| Hedwig Sophia van Zweden (1681-1708)         | Hedwig Sophia van Zweden (1681-1708)         | Hedwig Sophia van Zweden (1681-1708)         | Hedwig Sophia van Zweden (1681-1708)         | Hedwig Sophia van Zweden (1681-1708)         | Hedwig Sophia van Zweden (1681-1708)         |                                        |                                        | Karel XII van Zweden (1682-1718)       | Karel XII van Zweden (1682-1718)       | Karel XII van Zweden (1682-1718) | Karel XII van Zweden (1682-1718) | Karel XII van Zweden (1682-1718) | Karel XII van Zweden (1682-1718) |                                                         |                                                         | Gustaaf van Zweden (1683-1685)                             | Gustaaf van Zweden (1683-1685)                             | Gustaaf van Zweden (1683-1685)                             | Gustaaf van Zweden (1683-1685)                             | Gustaaf van Zweden (1683-1685)                             | Gustaaf van Zweden (1683-1685)                             |                                        |                                        | Ulrich van Zweden (1684-1685)          | Ulrich van Zweden (1684-1685)          | Ulrich van Zweden (1684-1685) | Ulrich van Zweden (1684-1685) | Ulrich van Zweden (1684-1685)            | Ulrich van Zweden (1684-1685)            |                                          |                                          | Frederik van Zweden (1685-1685)          | Frederik van Zweden (1685-1685)          | Frederik van Zweden (1685-1685)            | Frederik van Zweden (1685-1685)            | Frederik van Zweden (1685-1685)            | Frederik van Zweden (1685-1685)            |                                            |                                            | Karel Gustaaf van Zweden (1686-1687)       | Karel Gustaaf van Zweden (1686-1687)       | Karel Gustaaf van Zweden (1686-1687)       | Karel Gustaaf van Zweden (1686-1687)       | Karel Gustaaf van Zweden (1686-1687)             | Karel Gustaaf van Zweden (1686-1687)             |                                                  |                                                  | Ulrike Eleonora van Zweden (1688-1741)           | Ulrike Eleonora van Zweden (1688-1741)           | Ulrike Eleonora van Zweden (1688-1741)         | Ulrike Eleonora van Zweden (1688-1741)         | Ulrike Eleonora van Zweden (1688-1741)         | Ulrike Eleonora van Zweden (1688-1741)         |  |  |  |  |  |  |  |  |  |  |  |  |  |  |  |  |  |  |  |  |  |  |  |  |  |  |  |  |  |  |  |  |  |  |  |  |  |  |  |  |  |  |  |  |  |  |  |  |

## Trivia
- Ullanlinna, het zuidelijke district van Helsinki, is vernoemd naar Ulrike.

Erik VI · Olaf II · Anund Jacob · Emund · Stenkil · Erik VII · Erik VIII · Halsten · Haakon · Inge I · Sven · Erik Årsäll · Filips · Inge II · Ragnvald · Magnus · Sverker I · Erik IX · Karel VII · Knoet I · Sverker II · Erik X · Johan I · Erik XI · Knoet II · Waldemar I · Magnus I · Birger I · Magnus II · Albrecht · Margaretha · Erik XIII · Christoffel · Karel VIII · Christiaan I · Johan II · Christiaan II · Gustaaf I · Erik XIV · Johan III · Sigismund · Karel IX · Gustaaf II Adolf · Christina · Karel X Gustaaf · Karel XI · Karel XII · Ulrike Eleonora · Frederik · Adolf Frederik · Gustaaf III · Gustaaf IV Adolf · Karel XIII · Karel XIV Johan · Oscar I · Karel XV · Oscar II · Gustaaf V · Gustaaf VI Adolf · Carl Gustaf XVI
- Biblioteca Nacional de España: XX1619205
- Bibliothèque nationale de France: cb12653952z (data)
- Gemeinsame Normdatei: 123038162
- International Standard Name Identifier: 0000 0000 5106 4507
- KulturNav: c28d9f23-60c3-4ec2-a155-318ed1e57d9b
- Library of Congress Control Number: n88085380
- Nationale Bibliotheek van Polen: a0000003668898
- RKD-Nederlands Instituut voor Kunstgeschiedenis: 78739
- LIBRIS: 224795
- Système universitaire de documentation: 111034434
- Museum of New Zealand Te Papa Tongarewa: 68727
- Union List of Artist Names: 500353976
- Virtual International Authority File: 27968706
- WorldCat: E39PBJpV7M6hVmQ7YjQJgMvfv3